# Ярнолтув (Опольське воєводство)
Ярнолтув (пол. Jarnołtów) — село в Польщі, у гміні Отмухув Ниського повіту Опольського воєводства.
Населення — 432 особи (2011).

## Демографія
Демографічна структура станом на 31 березня 2011 року:
|          | Загалом | Допрацездатний вік | Працездатний вік | Постпрацездатний вік |
| -------- | ------- | ------------------ | ---------------- | -------------------- |
| Чоловіки | 219     | 34                 | 164              | 21                   |
| Жінки    | 213     | 30                 | 131              | 52                   |
| Разом    | 432     | 64                 | 295              | 73                   |